# Auswahlsatz von Blaschke
Der Auswahlsatz von Blaschke (englisch Blaschke Selection Theorem) ist ein mathematischer Lehrsatz, welcher ein Konvergenzproblem der Konvexgeometrie behandelt. Der Satz ist dem Übergangsfeld zwischen Konvexgeometrie und Topologie zuzurechnen. Er wurde von dem Geometer Wilhelm Blaschke in dessen Schrift Kreis und Kugel im Jahre 1916 vorgestellt.

## Formulierung des Auswahlsatzes
Der Auswahlsatz von Blaschke lässt sich in moderner Fassung wie folgt formulieren:
Gegeben sei eine Folge {\displaystyle (C_{n})_{n\in \mathbb {N} }} von nichtleeren kompakten konvexen Teilmengen eines endlich-dimensionalen normierten Vektorraums {\displaystyle {\mathcal {L}}} über {\displaystyle {\mathbb {R} }}. Sind diese Teilmengen gleichmäßig beschränkt in dem Sinne, dass sie alle von einer kompakten Teilmenge von {\displaystyle {\mathcal {L}}} umfasst werden, so lässt sich eine Teilfolge {\displaystyle (C_{n_{k}})_{k\in \mathbb {N} }} auswählen, welche in der Hausdorff-Metrik gegen eine nichtleere kompakte konvexe Teilmenge {\displaystyle C} von {\displaystyle {\mathcal {L}}} konvergiert.

### Andere Formulierung des Auswahlsatzes
Bezeichnet man mit {\displaystyle {\mathcal {C}}} das Mengensystem der nichtleeren kompakten konvexen Teilmengen des normierten Vektorraums {\displaystyle {\mathcal {L}}} und mit {\displaystyle h} die Hausdorff-Metrik auf {\displaystyle {\mathcal {C}}}, so besagt der Auswahlsatz:
{\displaystyle {\mathcal {(}}{\mathcal {C}},h)} ist ein lokalkompakter metrischer Raum.

## Anwendungen
Der Auswahlsatz findet häufig dort Anwendung, wo Existenzbeweise zu Extremalproblemen der Konvexgeometrie zu führen sind. Wie schon Wilhelm Blaschke in Kreis und Kugel zeigt, kann mit Hilfe des Auswahlsatzes beispielsweise die isoperimetrische Ungleichung abgeleitet werden.

## Verwandte Resultate
Der Auswahlsatz von Blaschke ergibt sich als Folgerung aus dem Satz von Arzelà-Ascoli und erweist sich in einer verallgemeinerten Fassung zu jenem (in der klassischen Form) sogar als äquivalent.